# 3-Way Tie (For Last)
3-Way Tie (For Last) – piąty album zespołu Minutemen wydany w 1985 przez wytwórnię SST Records. Materiał nagrano w sierpniu i wrześniu 1985 w studiu "Radio Tokyo" (Venice, Kalifornia).

## Lista utworów
1. "Price of Paradise" (D. Boon) – 3:38
2. "Lost" (C. Kirkwood) – 2:33
3. "The Big Stick" (Boon) – 2:34
4. "Political Nightmare" (K. Roessler, M. Watt) – 3:56
5. "Courage" (Boon) – 2:35
6. "Have You Ever Seen the Rain?" (J. Fogerty) – 2:30
7. "The Red and the Black" (E. Bloom, A. Bouchard, S. Pearlman) – 4:09
8. "Spoken Word Piece" (M. Watt) – 1:07
9. "No One" (K. Roessler, M. Watt) – 3:29
10. "Stories" (K. Roessler, M. Watt) – 1:36
11. "What Is It?" (K. Roessler, M. Watt) – 1:51
12. "Ack Ack Ack" (J. Talley-Jones, K. Johansen) – 0:27
13. "Just Another Soldier" (D. Boon) – 1:58
14. "Situations at Hand" (M. Watt) – 1:23
15. "Hittin' the Bong" (M. Watt) – 0:41
16. "Bermuda" (R. Erickson) – 1:41

## Skład
- D. Boon – śpiew, gitara
- Mike Watt – śpiew, gitara basowa
- George Hurley – perkusja

produkcja
- Ethan James – producent
- D. Boon – producent
- Mike Watt – producent